# Baxter (robot)

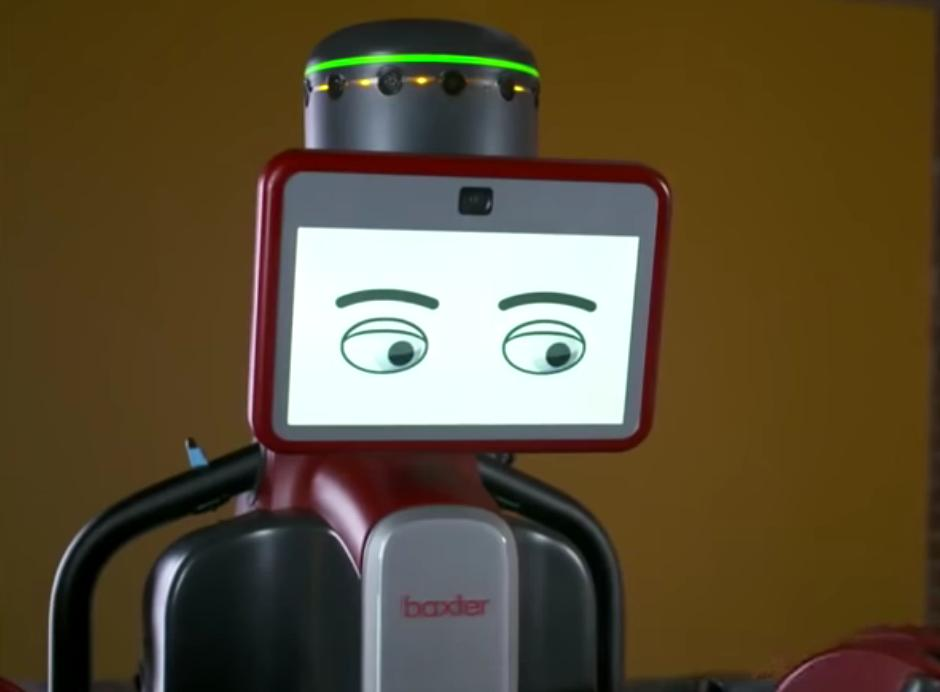
Busto de Baxter

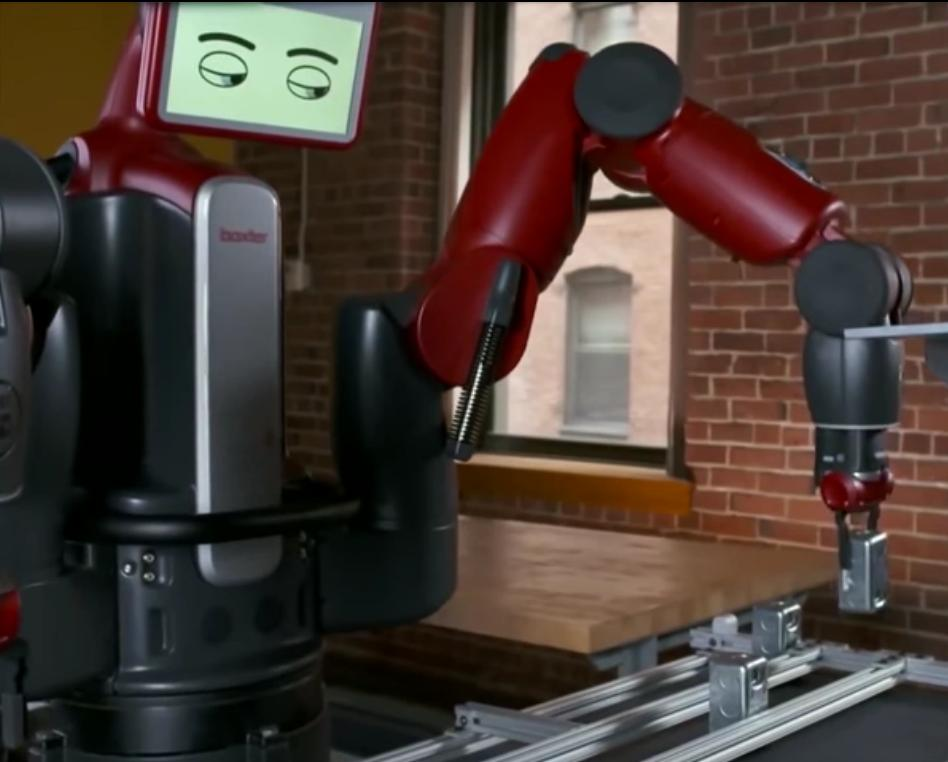
Baxter trabajando

Baxter es un robot industrial construido por Rethink Robotics, una compañía fundada por Rodney Brooks. Baxter se anunció en septiembre de 2011, y fue sucedido por el robot Sawyer. Es un robot de dos brazos con una cara animada que mide 3 pies de alto y pesa 165 lbs sin su pedestal; con su pedestal mide entre 5'10" y 6'3" alto y pesa 306 lbs. Se utiliza para trabajos industriales sencillos como cargar y descargar, ordenar, y tratar con los materiales. Brooks declaró que Baxter fue diseñado para realizar las tareas aburridas en una línea de producción. Está destinado a ser vendido a pequeñas y medianas empresas.

## Tecnología
Baxter tiene una pantalla animada como "cara" que le permite mostrar sus expresiones faciales múltiples determinadas por su estado actual. Hay un conjunto de sensores en su cabeza que le permiten detectar personas cercanas y de esta manera adaptarse a su entorno. Estos sensores le dan la capacidad para adaptarse al entorno, a diferencia de otros robots que funcionan incorrectamente cuando su entorno varia. Por ejemplo, si se cae una herramienta sin la que no puede seguir trabajando, algunos robots intentarían seguir con su trabajo pese a no tener las herramientas idóneas, en cambio Baxter no continuaría con el trabajo.  Baxter se ejecuta con un sistema operativo de código abierto en una computadora personal regular que está en su pecho. Baxter se puede colocar en un pedestal de cuatro patas con ruedas para que se mueva. También tiene sensores adicionales en sus manos que le permiten prestar mucha atención a los detalles.

## Enseñando a Baxter
Oponiéndose a los robots tradicionales, los cuales están programados para seguir un conjunto concreto de órdenes, Baxter puede programarse moviendo su mano para realizar una tarea cuyos movimientos la computadora memorizará y podrá repetir. Diales, botones y controles adicionales están disponibles en el brazo de Baxter para una mayor precisión. Si bien la mayoría de los robots industriales requieren que los programadores de computadoras los codifiquen durante muchas horas, la programación en Baxter puede ser realizada por trabajadores no calificados en pocos minutos.

## Investigación
Actualmente muchas universidades están utilizando Baxter como parte de su curso en Robóticas, Ingeniería Mecánica y Ciencias Computacionales para dar al alumnado la experiencia de utilizar tecnología de robótica actual para proporcionar aplicaciones prácticas en el mundo real. Baxter ofrece muchas ventajas sobre los robots tradicionales, ya que no se requieren jaulas para su uso y los estudiantes pueden trabajar junto a él en un ambiente de clase sin la posibilidad de accidentes. Esta característica también es útil para la aplicación de Baxter en uso comercial. Los investigadores ahora están usando Baxter para tratar de encontrar soluciones a los problemas actuales a los que se enfrentan los trabajadores del ébola en África Occidental, de esta manera se pretende crear una solución robótica para reducir el riesgo de infección para los trabajadores humanitarios. . Actualmente, la cámara montada en la cabeza, los sensores de la cabeza del sonar y la iluminación de mano por infrarrojos solo están disponibles para su uso en el modelo Robx de investigación de Baxter.

## Seguridad
Otros robots industriales están diseñados para realizar una tarea con muchas partes que se mueven rápidamente, haciéndolos así peligrosos para las personas que trabajan junto a ellos. Baxter tiene sensores en sus manos y alrededor de sus brazos que le permiten detectar y adaptarse a su entorno. Esto le permite detectar posibles eventos de colisión y puede reducir la fuerza antes del impacto. Esto se debe a un motor que acciona un resorte que a su vez acciona el brazo de Baxter en lugar de solo un motor que mueve sus brazos. Los sensores y cámaras adicionales en las manos de Baxter le permiten prestar atención a los detalles mientras trabaja con sus manos. Estos sensores y habilidades adicionales hacen que Baxter sea menos peligroso.

## Coste
Baxter tiene un precio base de $ 25,000 (£ 19,000 / € 22,000), el equivalente al salario anual promedio de un trabajador de producción estadounidense. Rethink Robotics también vende piezas adicionales, como una pinza paralela eléctrica, una pinza de vacío y el pedestal móvil, así como garantías extendidas.

## Controversia
Los escépticos están preocupados por la introducción de Baxter en las líneas de producción, ya que piensan que Baxter va a quitar el empleo a la mano de obra con salarios bajos Por otro lado, los partidarios argumentan que Baxter no acepta trabajos porque los humanos aún son necesarios para supervisar y enseñarle a realizar tareas.
Según Brooks, Baxter no es una amenaza para los trabajos humanos porque su capacidad está limitada en tareas como el control de calidad o el pequeño ensamblaje donde cosas como la detección de tensión son importantes. En esos casos, es poco probable que un humano sea reemplazado por robots como Baxter.